# Guidiguir
Guidiguir este o comună rurală din departamentul Goure, regiunea Zinder, Niger, cu o populație de 32.710 locuitori (2001).